# Języki mixe-zoque
Języki mixe-zoque – rodzina językowa w meksykańskich stanach Oaxaca, Chiapas i Tabasco, obejmująca kilkanaście języków, zgrupowanych w trzy (mixe, zoque i popoluca), które zostały oficjalne wpisane na listę tzw. języków narodowych Meksyku.